# Ford Supercar Challenge
Ford Supercar Challenge es un videojuego de carreras desarrollado por Definitive Studios y publicado por WildTangent para Microsoft Windows. Fue lanzado el 1 de mayo de 2005.

## Jugabilidad
El juego de carreras basado en la web que permite a los jugadores probar el Ford Mustang y el legendario Ford GT. Las tablas de clasificación globales albergan las mejores puntuaciones de jugadores de todo el mundo. Al correr a través de una estructura de desafíos progresivamente difícil de contrarreloj, competencias cara a cara y carreras de circuitos de varios autos en nueve pistas dentro de tres secciones de una ciudad, los jugadores experimentan la emoción y el rendimiento del Focus ST, el Mustang y el Ford GT. Una característica clave del juego es la estructura del desafío; los jugadores tienen que ganar carreras mediante una combinación de velocidad y habilidad de conducción para obtener importantes mejoras en sus coches. Con todas las carreras configuradas en un sistema de clasificación global, los entusiastas pueden publicar sus puntajes contra todos los participantes a medida que avanzan en el sistema de desafíos.